# (35067) 1989 LL
(35067) 1989 LL es un asteroide perteneciente al cinturón de asteroides descubierto el 4 de junio de 1989 por Eleanor F. Helin desde el Observatorio del Monte Palomar, Estados Unidos.

## Designación y nombre
Designado provisionalmente como 1989 LL.

## Características orbitales
1989 LL está situado a una distancia media del Sol de 2,220 ua, pudiendo alejarse hasta 2,478 ua y acercarse hasta 1,962 ua. Su excentricidad es 0,116 y la inclinación orbital 6,627 grados. Emplea 1208,57 días en completar una órbita alrededor del Sol.

## Características físicas
La magnitud absoluta de 1989 LL es 14,6. 